# Kernkraftwerk Perry
Das Kernkraftwerk Perry (englisch Perry Nuclear Power Plant) mit einem Siedewasserreaktor liegt am Eriesee, 65 km nordöstlich von Cleveland im US-Bundesstaat Ohio.

## Geschichte
Das Kraftwerk besteht aus einem General-Electric-Siedewasserreaktor vom Typ BWR-6, dieser hat eine Nettoleistung von 1245 MW. Am 3. Mai 1977 startete der Bau des Reaktors, er wurde am 6. Juni 1986 zum ersten Mal kritisch. Die erste Netzsynchronisation fand am 19. Dezember 1986 statt, den kommerziellen Leistungsbetrieb nahm der Reaktor am 18. November 1987 auf.
Im Jahr 2000 wurde die thermische Leistung des Reaktors von 3579 MW auf 3758 MW erhöht, damit wurde der Reaktor zu einem der leistungsstärksten Reaktoren in den Vereinigten Staaten von Amerika.
Die Anlage war ursprünglich für zwei Meiler vorgesehen. Die Bauarbeiten am Block 2 wurden im Jahr 1985 unterbrochen und im Jahr 1994 formell eingestellt. Zum Zeitpunkt der Stornierung waren alle wichtigen Gebäude und Bauten für den zweiten Block bereits fertiggestellt, einschließlich des Kühlturms. Mit einem Investitionsaufwand von sechs Milliarden Dollar ist die Anlage eine der teuersten Kraftwerksanlagen in den USA. Perry ist das einhundertste Kernkraftwerk des Landes.

## Zukunft der Anlage
Im Gegensatz zu den meisten aktiven AKW in den USA hat Perry noch keine 20-jährige Laufzeitverlängerung durch die US-Atomaufsichtsbehörde genehmigt bekommen. Die Betriebsbewilligung für die Anlage ist derzeit somit bis zum 7. November 2026 gültig.
Im Februar 2018 erklärte der CTO der Betreiberfirma FirstEnergy, dass sich die AKWs der Firma einschließlich Perrys nicht mehr wirtschaftlich betreiben ließen.
FirstEnergy warb aufgrund dieser schwierigen Marktlage bei den Staatsregierungen von Ohio und Pennsylvania intensiv um eine Subventionierung seiner Atomkraftwerke. Die Anlagen sollten mit öffentlichen Geldern aus Budgets für den Ausbau CO2-freier Energien nach dem Vorbild von New York und Illinois gefördert werden. In diesen Bundesstaaten hatte Exelon 2016 die angekündigte Stilllegung von insgesamt sechs Reaktoren (Quad Cities 1 und 2, Clinton, Ginna, Nine Mile Point 1, Fitzpatrick) wieder zurückgezogen, nachdem die jeweiligen Regierungen zugesagt hatten, die Anlagen aus Fonds für schadstofffreie Energien zu subventionieren. In New York bereiteten Umweltinitiativen jedoch eine Klage gegen diese Subventionierung von AKW vor.
Im März 2018 beantragte FirstEnergy Solutions, die Tochterfirma von FirstEnergy, die das AKW Perry betrieb, Gläubigerschutz nach Chapter 11. Zwei Jahre später wurde sie unter dem Namen Energy Harbor Corp aus dem Gläubigerschutzverfahren entlassen.
Am 25. April 2018 teilte FirstEnergy der Atomaufsichtsbehörde mit, dass das AKW Perry bis zum 31. Mai 2021 endgültig vom Netz gehen solle.
Im Juli 2019 verabschiedete Ohio das Gesetz House Bill 6, um die AKWs Perry und Davis Besse zu subventionieren. Nach Verabschiedung des Subventionsgesetzes zog FirstEnergy den Antrag auf vorzeitige Abschaltung des AKW Perry zurück.
Im Juli 2020 wurden der Sprecher des Repräsentantenhauses von Ohio Larry Householder und weitere Personen verhaftet. Ihnen wurde vorgeworfen, 60 Millionen Dollar Bestechungsgeld angenommen zu haben, um House Bill 6 durch das Parlament zu bringen. Householder wurde schuldig gesprochen und zu zwanzig Jahren Gefängnis verurteilt.
Im Juli 2023 beantragte die nunmehrige Betreiberfirma Energy Harbour eine Verlängerung der Betriebserlaubnis des AKW Perry für weitere 20 Jahre, eine Entscheidung ist für August 2025 geplant.

## Daten der Reaktorblöcke
Das Kernkraftwerk Perry hat einen in Betrieb befindlichen Block:
| Reaktorblock | Reaktortyp         | Nettoleistung | Bruttoleistung | Baubeginn  | Netzsynchronisation        | Kommerzieller Betrieb      | Abschaltung                |
| ------------ | ------------------ | ------------- | -------------- | ---------- | -------------------------- | -------------------------- | -------------------------- |
| Perry-1      | Siedewasserreaktor | 1245 MW       | 1303 MW        | 03.05.1977 | 19.12.1986                 | 18.11.1987                 | 07.11.2026                 |
| Perry-2      | Siedewasserreaktor | 1205 MW       |                | 01.10.1974 | 01.04.1984 Bau abgebrochen | 01.04.1984 Bau abgebrochen | 01.04.1984 Bau abgebrochen |